# Élection pontificale de 1285
L'élection pontificale de 1285 se déroule les 1er et 2 avril 1285, à la suite de la mort du pape Martin IV et aboutit à  l'élection du cardinal Giacomo Savelli, qui devient le pape Honorius IV. Du fait de la suspension de la bulle pontificale Ubi periculum de Grégoire X, l'élection d'Honorius IV n'est pas faite sous la forme du conclave.